# Exechiopsis leptura
Exechiopsis leptura är en tvåvingeart som först beskrevs av Johann Wilhelm Meigen 1830.  Exechiopsis leptura ingår i släktet Exechiopsis och familjen svampmyggor. Arten är reproducerande i Sverige. Inga underarter finns listade i Catalogue of Life.